# Asli Hassan Abade
Asli Hassan Abade (Buloburde, 1958. január 1. –) a szomáliai légierőnél szolgált nyugalmazott pilóta, katonai személyisége és civil aktivista. Abade volt az első és a mai napig is az egyetlen női pilóta a Szomáli Légierőnél (SAF). 2009 októberétől az Egyesült Államokban, Texas államban élt. Asli nagy népszerűségnek örvendett a szomáliai légierőben, ahol 1976-tól 1992 végéig volt pilóta, egészen addig, amíg a polgárháború megbénította Szomáliát.

## Pályafutás

### Szomáliai Légierő
Első repülését 1976. szeptember 9-én hajtotta végre egyéni pilótaként.

### Békekampány
A 2000-es évek közepén Abade békekampányt folytatott, és arra ösztönözte a törvényhozókat, hogy ülésezzenek és zárják le a szülőhazájában , Szomáliában dúló, régóta tartó polgári konfliktusnak. Minden jelentős politikai eseményen megjelent a szomáliai zászló színeibe öltözve, amivel állítólag kivívta a résztvevők tiszteletét. Az erőfeszítéseiért a megbékélési folyamatban, ami Dzsibutiban, Artában, zajlott és az átmeneti szövetségi kormány megalakulásával kapcsolatos munkájáért a Calansida ("A zászlóvivő") becenevet kapta.
Abade „hazafinak”, és „erős hölgynek” jellemzi magát katonai tapasztalatai végett.

## Fordítás
Ez a szócikk részben vagy egészben  az   Asli Hassan Abade című angol Wikipédia-szócikk ezen változatának fordításán alapul.  Az eredeti cikk szerkesztőit annak laptörténete sorolja fel. Ez a jelzés csupán a megfogalmazás eredetét és a szerzői jogokat jelzi, nem szolgál a cikkben szereplő információk forrásmegjelöléseként.